# Annay (Nièvre)
Pour les articles homonymes, voir Annay.
Annay est une commune française, située dans le département de la Nièvre en région Bourgogne-Franche-Comté.

## Géographie

### Localisation

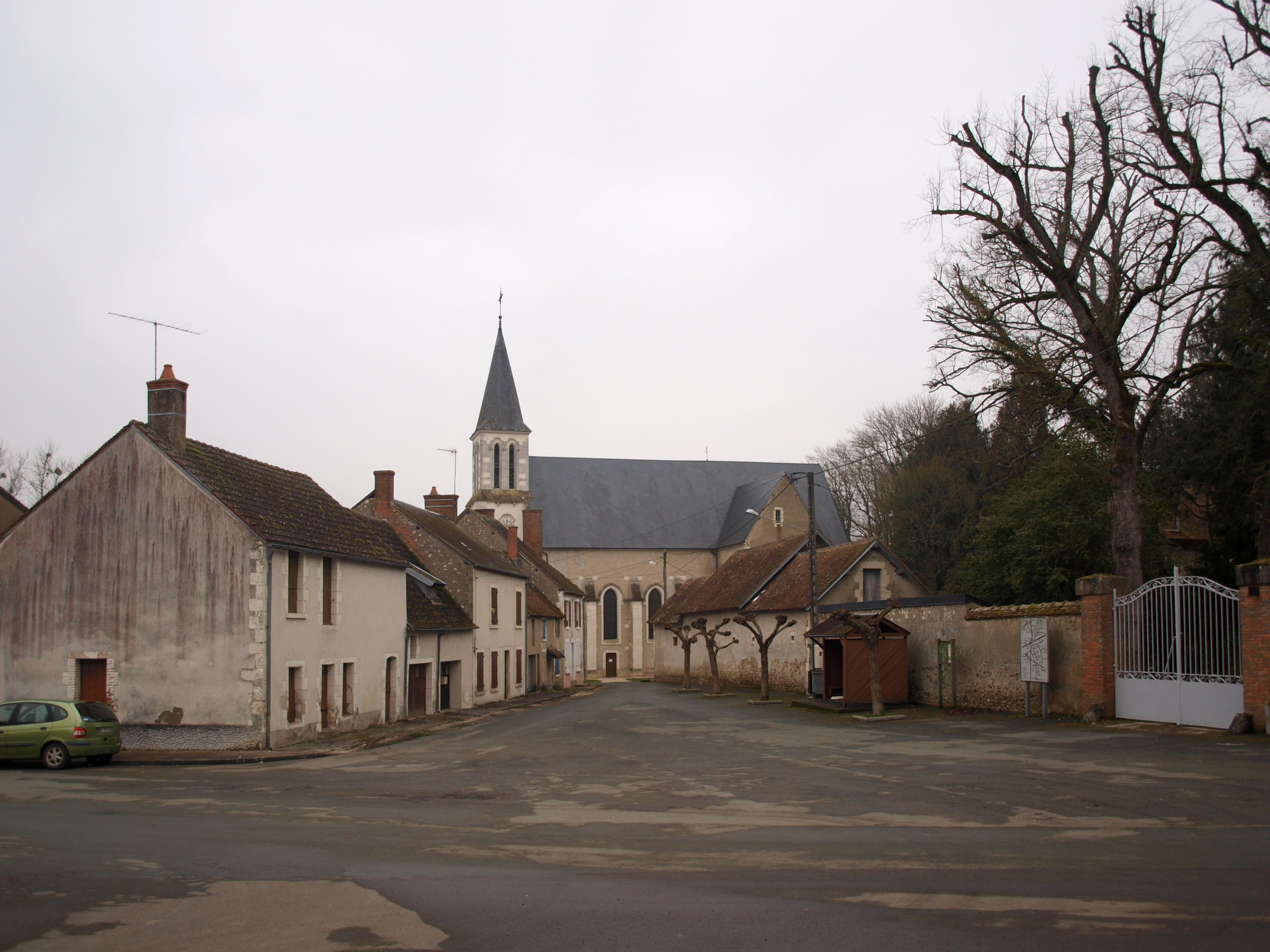
La place du village.

La commune se trouve dans l'Aire d'attraction de Cosne-Cours-sur-Loire, ainsi que dans la zone d'emploi et dans le bassin de vie de cette ville.

### Communes limitrophes
Les communes limitrophes sont  Arquian, Faverelles, La Celle-sur-Loire, Neuvy-sur-Loire et Thou.

### Géologie et relief
La superficie de la commune est de 26,27 km2 ; son altitude varie de 142  à   238 mètres.

### Hydrographie

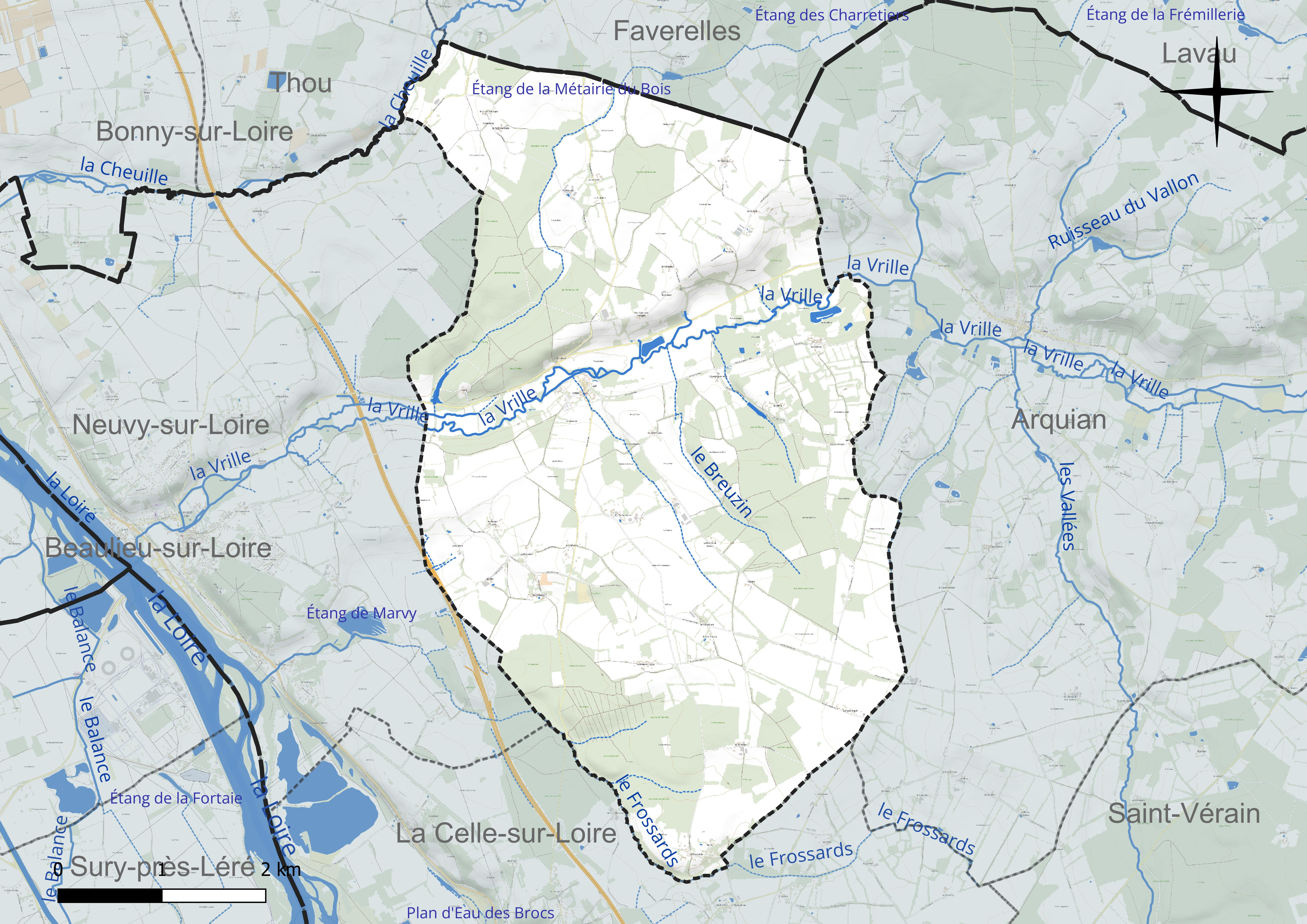
Cartte hydrographique de la commune

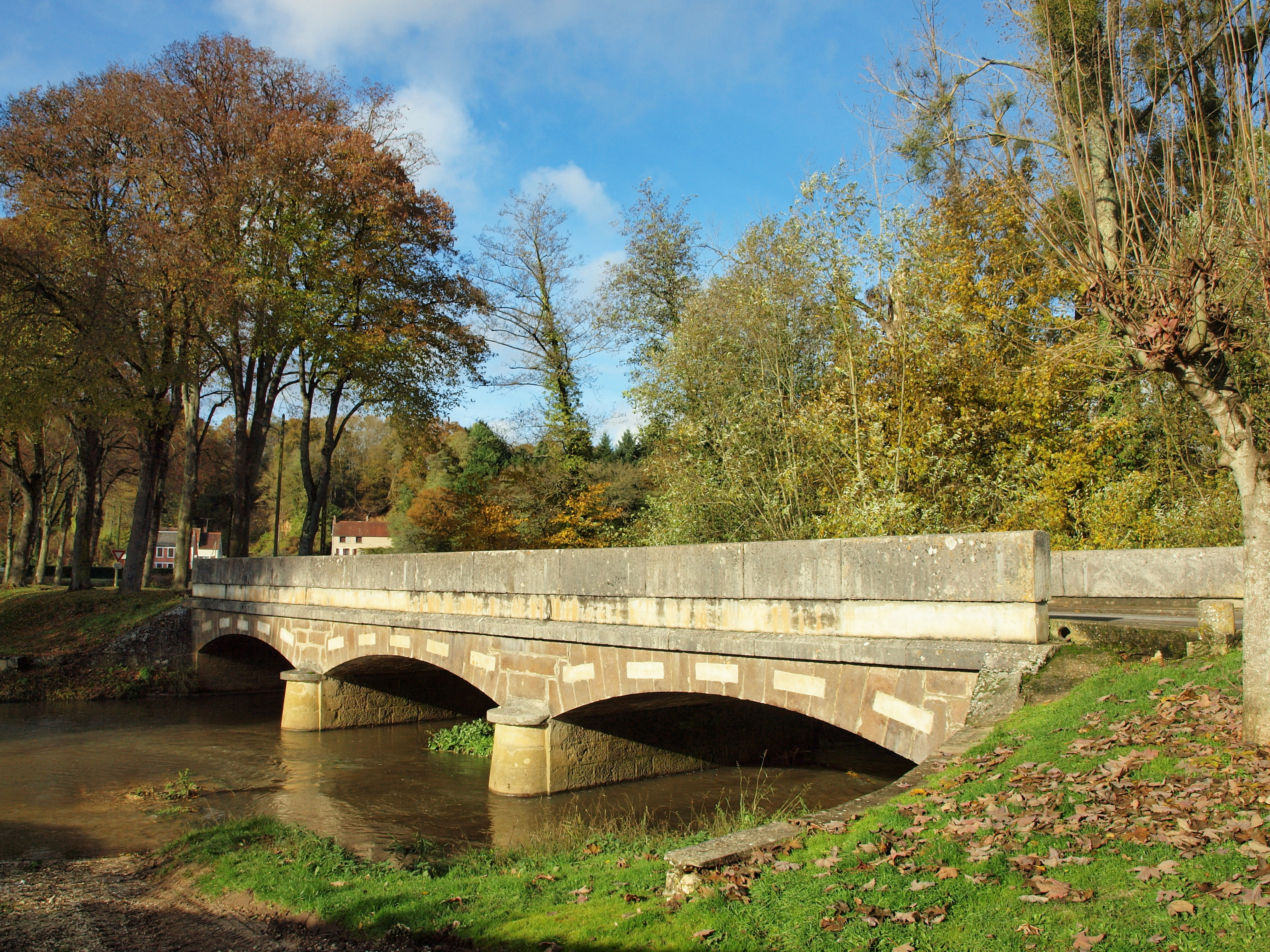
Le pont sur la Vrille.

Annay est traversé par la Vrille tandis que la Cheuille sépare Annay de Thou.
Ce sont des affluents du fleuve la Loire.

### Climat
Pour des articles plus généraux, voir Climat de la Bourgogne-Franche-Comté et Climat de la Nièvre.
En 2010, le climat de la commune est de type climat océanique dégradé des plaines du Centre et du Nord, selon une étude du Centre national de la recherche scientifique s'appuyant sur une série de données couvrant la période 1971-2000. En 2020, Météo-France publie une typologie des climats de la France métropolitaine dans laquelle la commune est exposée à un climat océanique altéré et est dans la région climatique Centre et contreforts nord du Massif Central, caractérisée par un air sec en été et un bon ensoleillement.
Pour la période 1971-2000, la température annuelle moyenne est de 10,8 °C, avec une amplitude thermique annuelle de 15,7 °C. Le cumul annuel moyen de précipitations est de 704 mm, avec 11,5 jours de précipitations en janvier et 7,4 jours en juillet. Pour la période 1991-2020, la température moyenne annuelle observée sur la station météorologique de Météo-France la plus proche, « Léré », sur la commune de Léré à 8 km à vol d'oiseau, est de 11,6 °C et le cumul annuel moyen de précipitations est de 710,5 mm. 
La température maximale relevée sur cette station est de 41,9 °C, atteinte le 25 juillet 2019 ; la température minimale est de −13,3 °C, atteinte le 9 février 2012,,.
Les paramètres climatiques de la commune ont été estimés pour le milieu du siècle (2041-2070) selon différents scénarios d'émission de gaz à effet de serre à partir des nouvelles projections climatiques de référence DRIAS-2020. Ils sont consultables sur un site dédié publié par Météo-France en novembre 2022.

## Urbanisme

### Typologie
Au 1er janvier 2024, Annay est catégorisée commune rurale à habitat très dispersé, selon la nouvelle grille communale de densité à sept niveaux définie par l'Insee en 2022.
Elle est située hors unité urbaine. Par ailleurs la commune fait partie de l'aire d'attraction de Cosne-Cours-sur-Loire, dont elle est une commune de la couronne,. Cette aire, qui regroupe 30 communes, est catégorisée dans les aires de moins de 50 000 habitants,.

### Occupation des sols

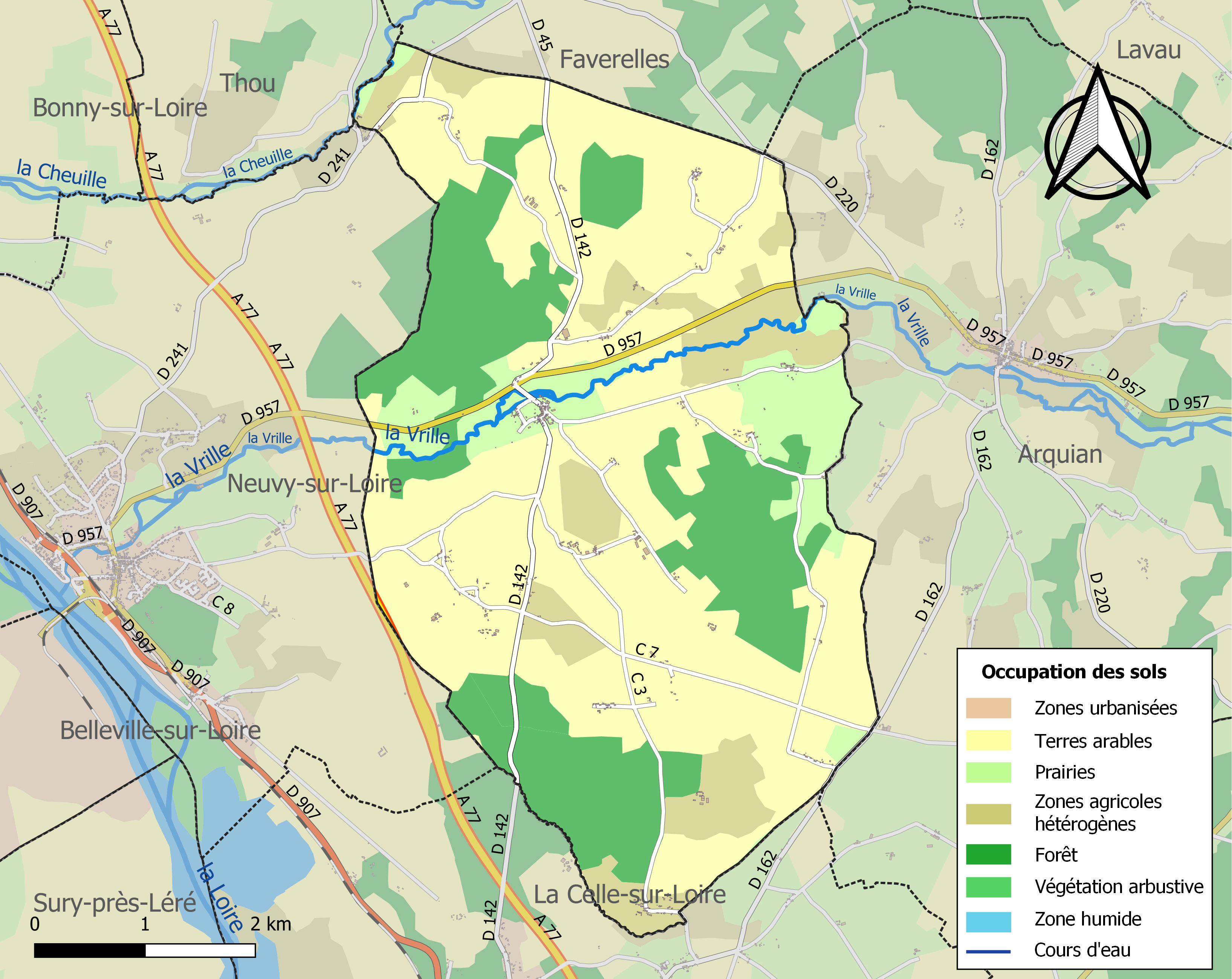
Carte des infrastructures et de l'occupation des sols de la commune en 2018 (CLC).

L'occupation des sols de la commune, telle qu'elle ressort de la base de données européenne d’occupation biophysique des sols Corine Land Cover (CLC), est marquée par l'importance des territoires agricoles (75,4 % en 2018), une proportion identique à celle de 1990 (75,4 %). La répartition détaillée en 2018 est la suivante : terres arables (54,5 %), forêts (24,6 %), zones agricoles hétérogènes (11,5 %), prairies (9,4 %). L'évolution de l’occupation des sols de la commune et de ses infrastructures peut être observée sur les différentes représentations cartographiques du territoire : la carte de Cassini (XVIIIe siècle), la carte d'état-major (1820-1866) et les cartes ou photos aériennes de l'IGN pour la période actuelle (1950 à aujourd'hui).

### Habitat et logement
En 2020, le nombre total de logements dans la commune était de 232, alors qu'il était de 233 en 2015 et de 237 en 2010.
Parmi ces logements, 63,2 % étaient des résidences principales, 22,5 % des résidences secondaires et 14,3 % des logements vacants. Ces logements étaient pour 98,7 % d'entre eux des maisons individuelles et pour 0,9 % des appartements.
Le tableau ci-dessous présente la typologie des logements à Annay en 2020 en comparaison avec celle de la Nièvre et de la France entière. Une caractéristique marquante du parc de logements est ainsi une proportion de résidences secondaires et logements occasionnels (22,5 %) supérieure à celle du département (15,2 %) et à celle de la France entière (9,7 %).
| Typologie                                               | Annay | Nièvre | France entière |
| ------------------------------------------------------- | ----- | ------ | -------------- |
| Résidences principales (en %)                           | 63,2  | 70,9   | 82,1           |
| Résidences secondaires et logements occasionnels (en %) | 22,5  | 15,2   | 9,7            |
| Logements vacants (en %)                                | 14,3  | 14     | 8,2            |

### Voies de communication et transports
L'ouest du territoire communal est tangenté par l'Autoroute A77.
La commune est desservie par l'ancienne route nationale 457 (actuelle RD 957) qui la relie à la Loire et à Saint-Amand-en-Puisaye.

### Énergie
Un projet éolien a été étudié en 202/2023 par Total Energies Renouvelables.qui prévoyait l'installation de six à huit éoliennes d’une puissance comprise entre 4 et 6 MW avec le soutien du conseil municipal élu en 2020. Confronté à l'opposition de d'associations, sa majorité démissionne et les élections partielles mnées en mai 2023 voient la défaite de la liste opposée au projet éolien,,. En 2024, la municipalité annonce l'abandon du projet éolien et le lancement d'études pour des projets agrivoltaïques ou photovoltaïques.

## Toponymie

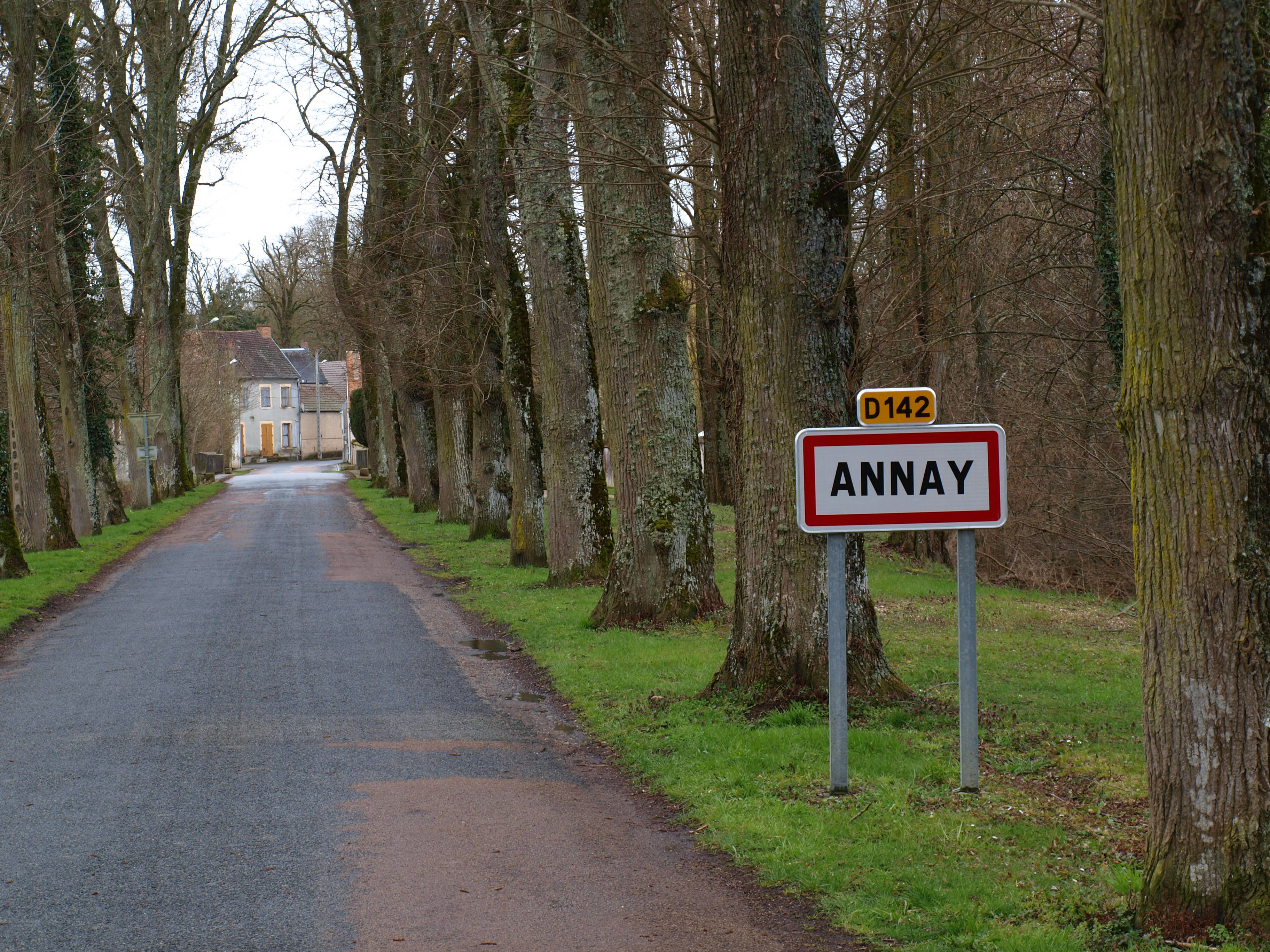

Le nom du village proviendrait du nom d’homme latin Abundus, auquel se serait ajouté le suffixe acum.
La première mention connue du village remonte à 748 : Abundiacum. On relève également les formes Abundiacus en 863, Ecclesia de Annaio en 1151 et Annay en 1689.

## Histoire
Avant la Révolution, Annay est un fief de la châtellenie de Saint-Verain[réf. nécessaire].

## Politique et administration

### Rattachements administratifs et électoraux

#### Rattachements administratifs
La commune se trouve depuis 1943 dans l'arrondissement de Cosne-Cours-sur-Loire du département de la Nièvre
Elle faisait partie depuis 1801 du canton de Cosne-Cours-sur-Loire. Dans le cadre du redécoupage cantonal de 2014 en France, cette circonscription administrative territoriale a disparu, et le canton n'est plus qu'une circonscription électorale.

#### Rattachements électoraux
Pour les élections départementales, la commune fait partie depuis 2014 du canton de Pouilly-sur-Loire
Pour l'élection des députés, elle fait partie de la première circonscription de la Nièvre.

### Intercommunalité
Annay  était membre de la communauté de communes Loire et Nohain, un établissement public de coopération intercommunale (EPCI) à fiscalité propre créé en 2000 et auquel la commune avait transféré un certain nombre de ses compétences, dans les conditions déterminées par le code général des collectivités territoriales.
Dans le cadre des dispositions de la loi portant nouvelle organisation territoriale de la République du 7 août 2015, qui prévoit que les établissements publics de coopération intercommunale (EPCI) à fiscalité propre doivent avoir un minimum de 15 000 habitants, cette intercommunalité a fusionné avec ses voisines pour former, le 1er janvier 2017, la communauté de communes Cœur de Loire, dont est désormais membre la commune

### Liste des maires
| Période                                  | Période                        | Identité                | Étiquette | Qualité                       |
| ---------------------------------------- | ------------------------------ | ----------------------- | --------- | ----------------------------- |
| Les données manquantes sont à compléter. |                                |                         |           |                               |
|                                          |                                |                         |           |                               |
| mars 2001                                | mars 2008                      | Daniel Labidoire        |           |                               |
| mars 2008                                | mai 2020                       | Marie-Josèphe Alexandre |           |                               |
| mai 2020                                 | mars 2023                      | Christian Martin        |           | Cadre retraité Démissionnaire |
| mai 2023                                 | En cours (au 22 décembre 2023) | Véronique Ittah         |           | Employé de commerce           |

## Équipements et services publics

### Enseignement
Les enfants de la commune sont scolarisés avec ceux d'Arquian dans le cadre d'un regroupement pédagogique intercommunal (RPI). L'école d'Annay compte, pour l'année scolaire 2021/2022, une classe.

## Population et société

### Démographie
L'évolution du nombre d'habitants est connue à travers les recensements de la population effectués dans la commune depuis 1793. Pour les communes de moins de 10 000 habitants, une enquête de recensement portant sur toute la population est réalisée tous les cinq ans, les populations de référence des années intermédiaires étant quant à elles estimées par interpolation ou extrapolation. Pour la commune, le premier recensement exhaustif entrant dans le cadre du nouveau dispositif a été réalisé en 2008.

En 2022, la commune comptait 345 habitants, en évolution de +1,77 % par rapport à 2016 (Nièvre : −3,28 %, France hors Mayotte : +2,11 %).
| 1793 | 1800 | 1806 | 1821 | 1831 | 1836 | 1841 | 1846 | 1851 |
| ---- | ---- | ---- | ---- | ---- | ---- | ---- | ---- | ---- |
| 807  | 680  | 754  | 734  | 730  | 756  | 896  | 812  | 856  |

| 1856 | 1861 | 1866 | 1872 | 1876 | 1881 | 1886 | 1891 | 1896 |
| ---- | ---- | ---- | ---- | ---- | ---- | ---- | ---- | ---- |
| 868  | 891  | 883  | 864  | 850  | 863  | 870  | 875  | 830  |

| 1901 | 1906 | 1911 | 1921 | 1926 | 1931 | 1936 | 1946 | 1954 |
| ---- | ---- | ---- | ---- | ---- | ---- | ---- | ---- | ---- |
| 802  | 753  | 758  | 650  | 607  | 564  | 521  | 547  | 502  |

| 1962 | 1968 | 1975 | 1982 | 1990 | 1999 | 2006 | 2008 | 2013 |
| ---- | ---- | ---- | ---- | ---- | ---- | ---- | ---- | ---- |
| 437  | 381  | 355  | 315  | 279  | 272  | 301  | 309  | 340  |

| 2018 | 2022 | - | - | - | - | - | - | - |
| ---- | ---- | - | - | - | - | - | - | - |
| 339  | 345  | - | - | - | - | - | - | - |

## Culture locale et patrimoine

### Lieux et monuments
- L'église Sainte-Anne.
- Stèle à la mémoire de de Marcel Suppliciau,  sergent FFI du maquis Dubois, tué à son emplacement le 17 août 1944 pendant les combats de la Libération de la France[29].

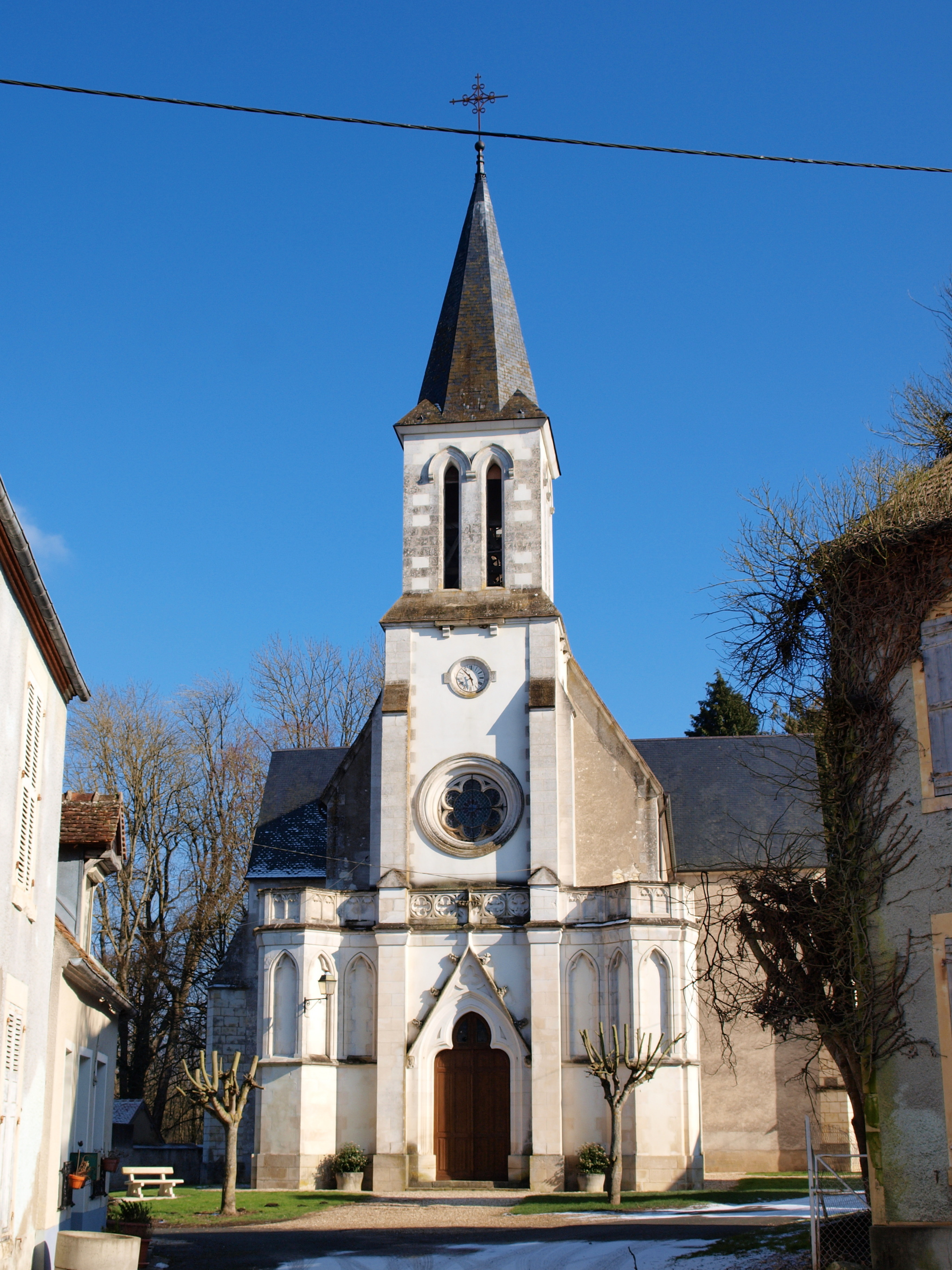
L'église Sainte-Anne...
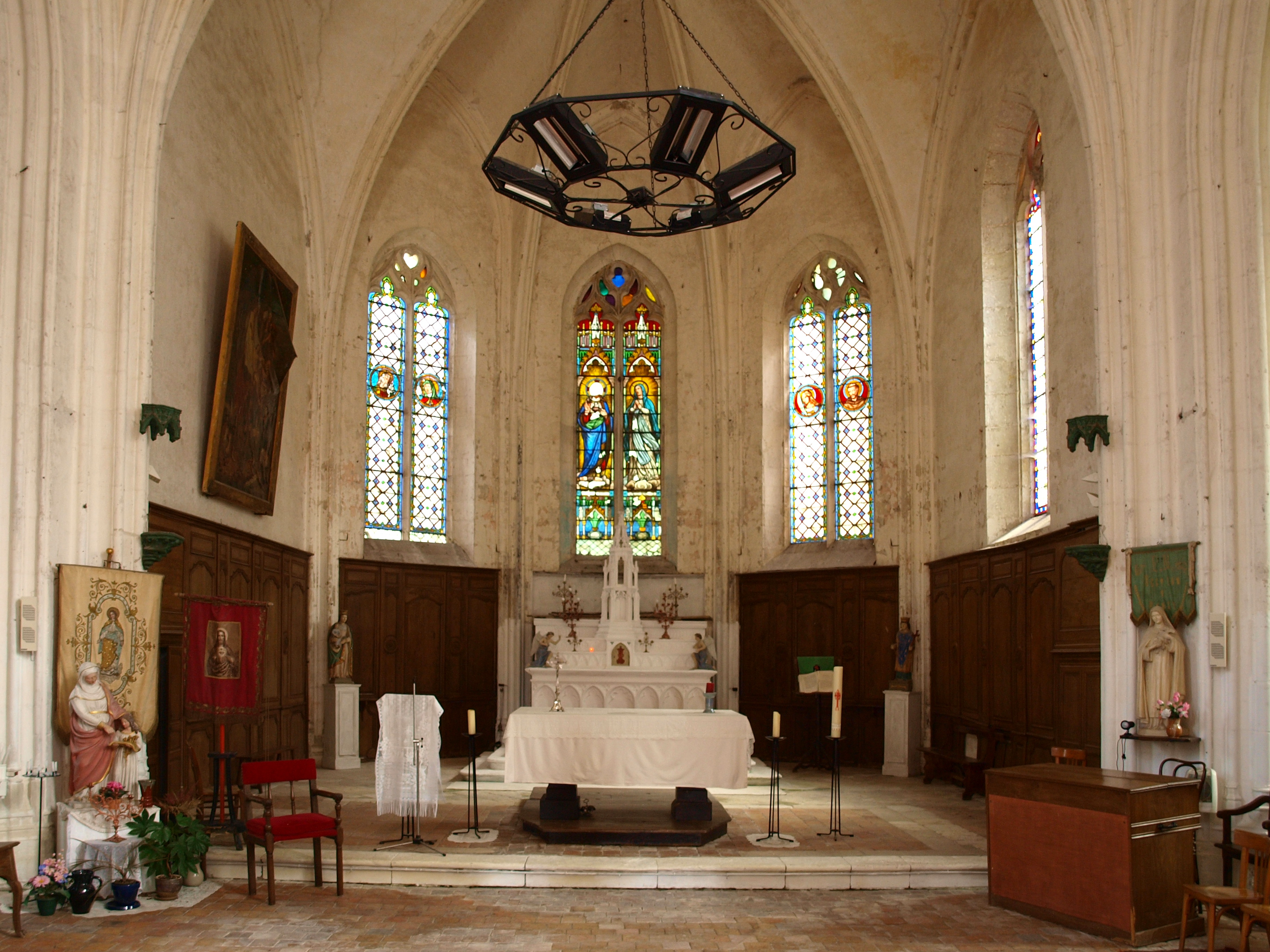
... et son chœur.
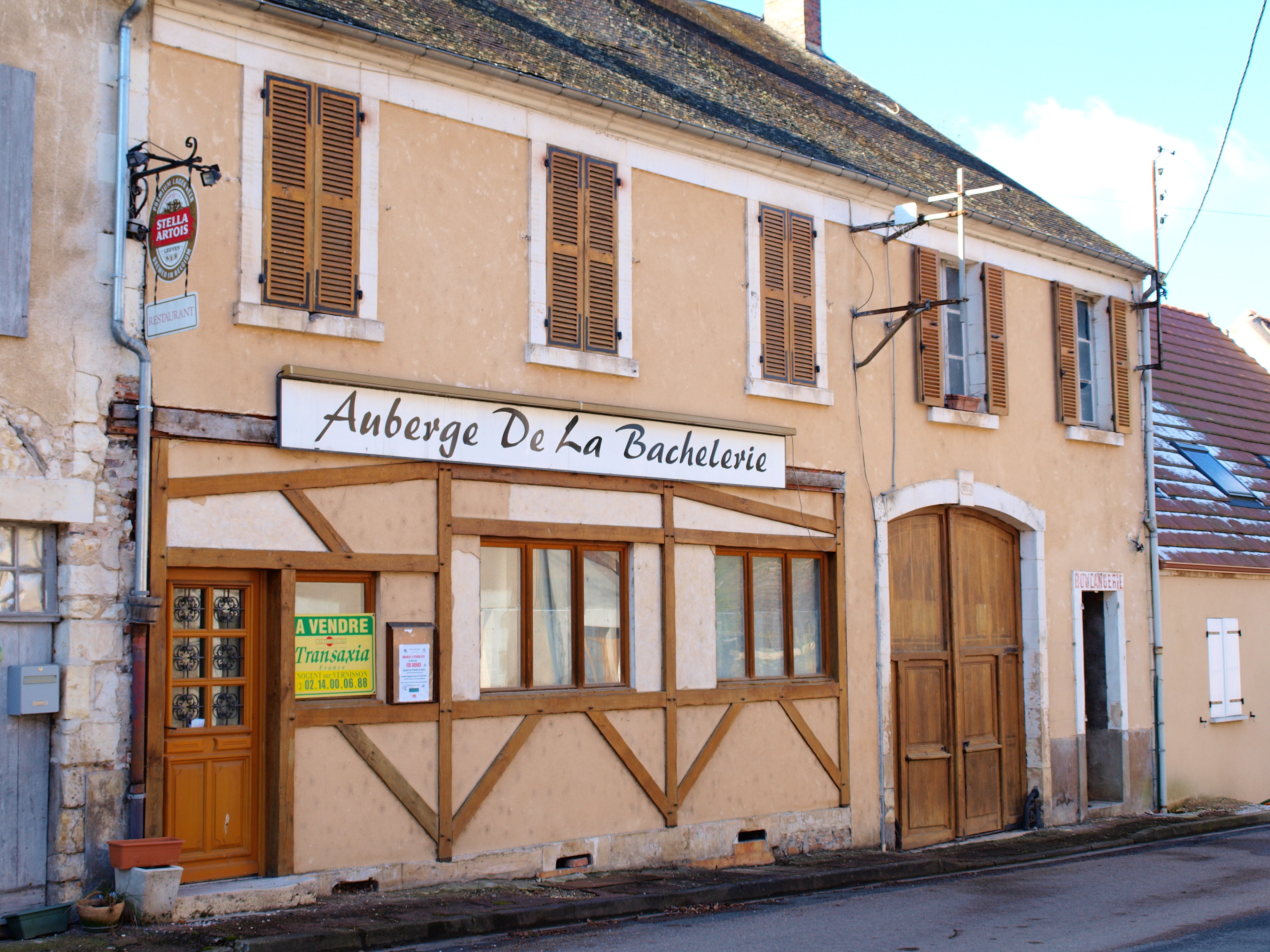
Ancienne auberge.
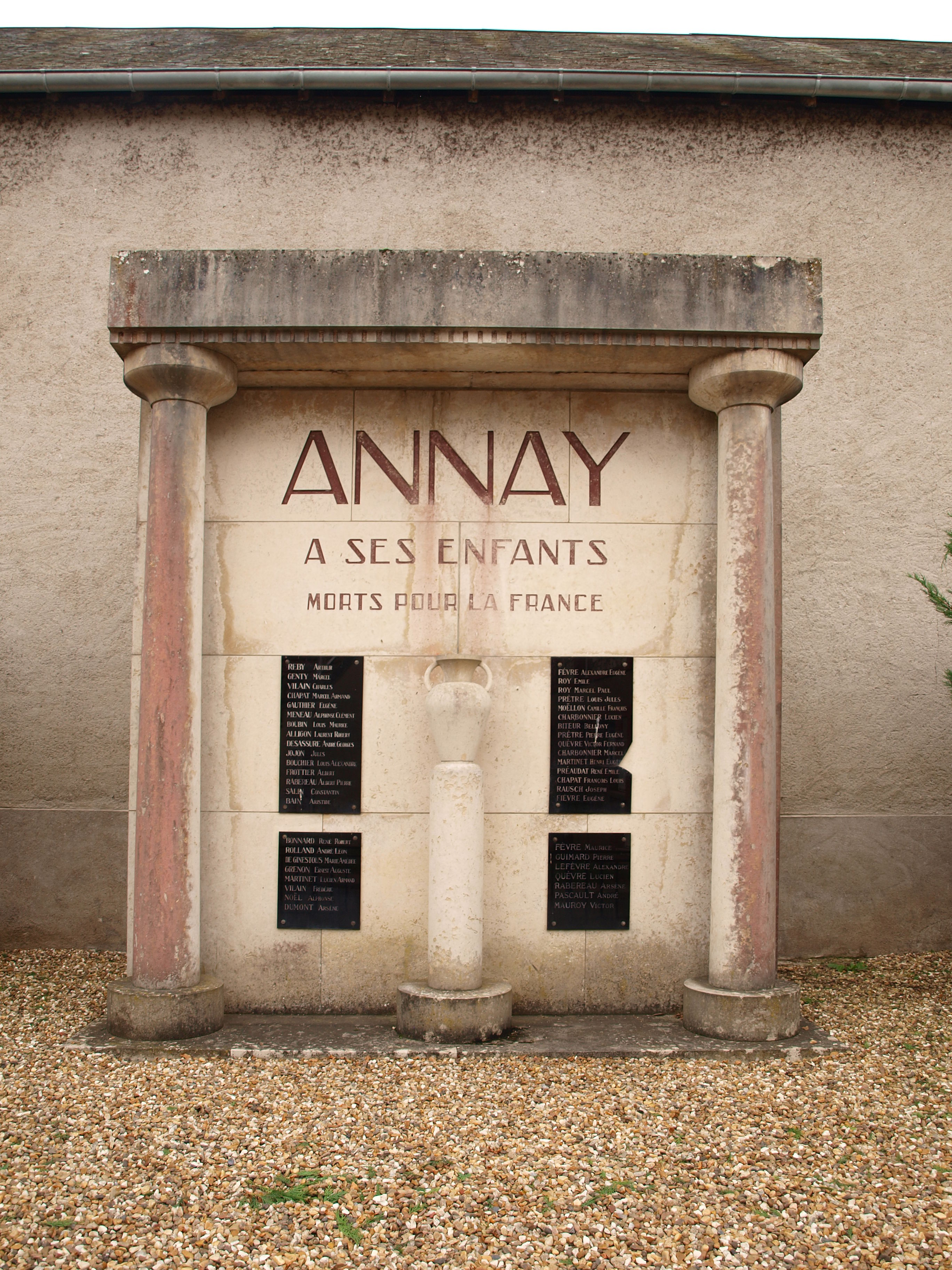
Le monument aux morts.
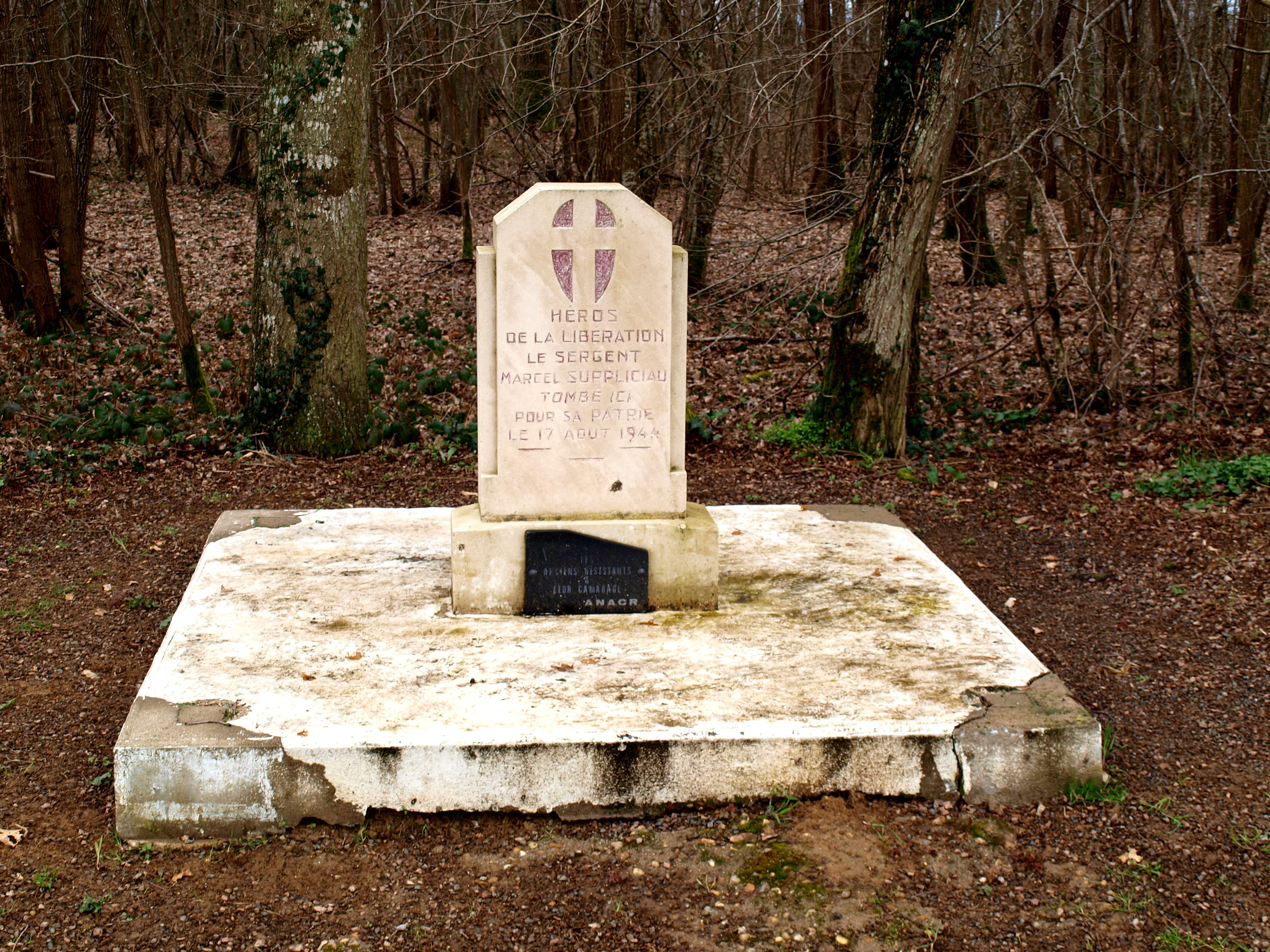
Mémorial de Marcel Suppliciau.
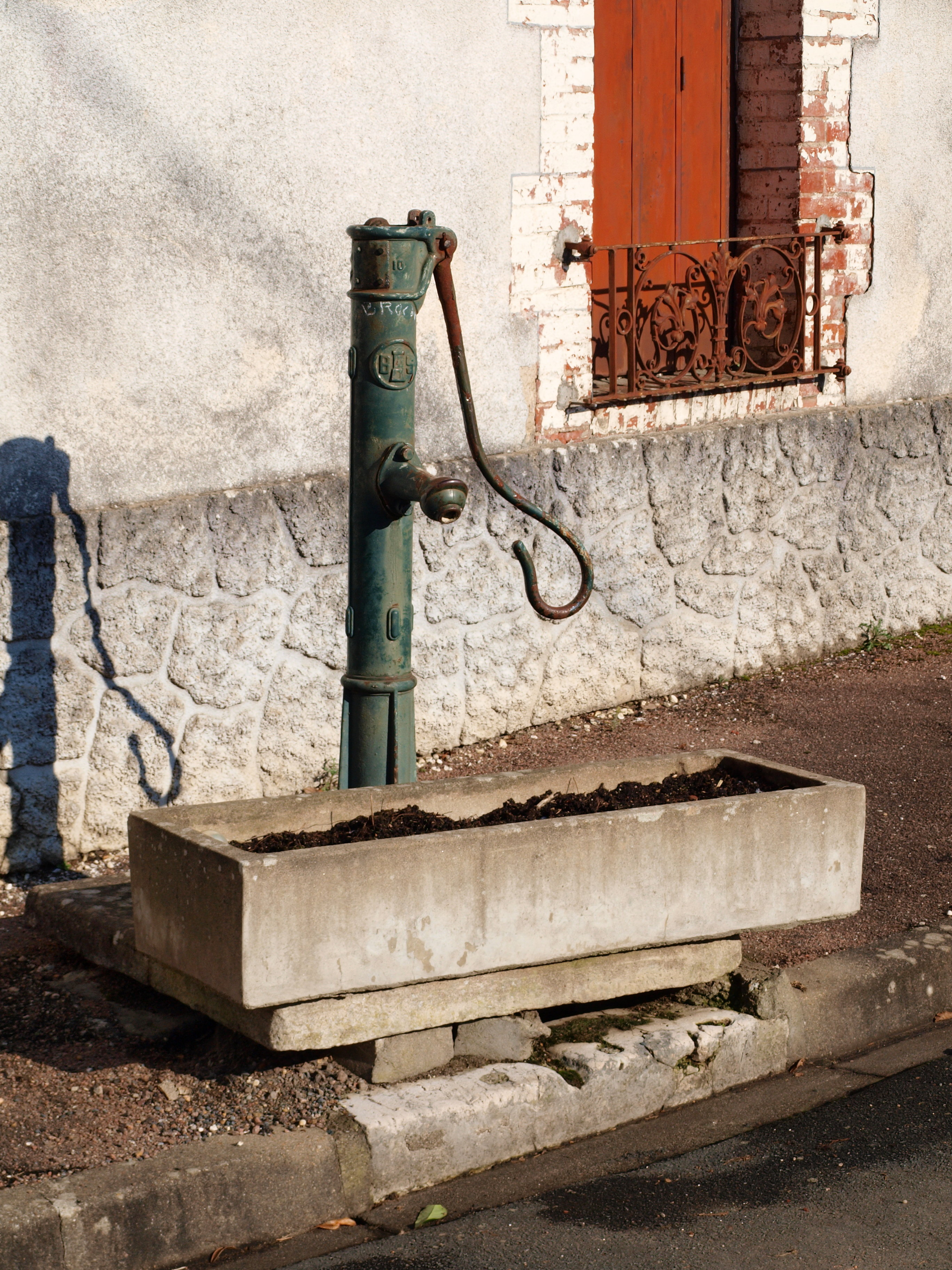
Ancienne pompe à eau.

### Personnalités liées à la commune
- Laurent Herbiet, réalisateur né à Annay en 1961.

### Héraldique
| Blason de Annay | Blason  | Coupé ondé de gueules et d'azur, à sept épis de blé tigés, empoignés et liés d'or brochant. |
| Blason de Annay | Détails | Le statut officiel du blason reste à déterminer.                                            |

## Pour approfondir